# Serécourt
Ne doit pas être confondu avec Sébécourt ou Semécourt.
Serécourt est une commune française située dans le département des Vosges, en région Grand Est.

## Géographie

### Localisation
Le territoire vallonné, arrosé par la Sâle, affluent droit de la Saône, culmine à 478 m au mont Heuillon.
Le territoire de la commune est limitrophe de ceux de quatre communes :
|          | Morizécourt |            |
| Lamarche | Serécourt   |            |
| Isches   |             | Tignécourt |

### Hydrographie

#### Réseau hydrographique
La commune est située pour partie dans le bassin versant de la Meuse au sein du bassin Rhin-Meuse et pour partie dans le bassin versant de la Saône au sein du bassin Rhône-Méditerranée-Corse. Elle est drainée par Duron Rupt, le ruisseau des Aulnées, le ruisseau de Deuilly, le ruisseau de la Chèvre, le ruisseau de l'Etang de Chalandray et le ruisseau des Epinottes,.

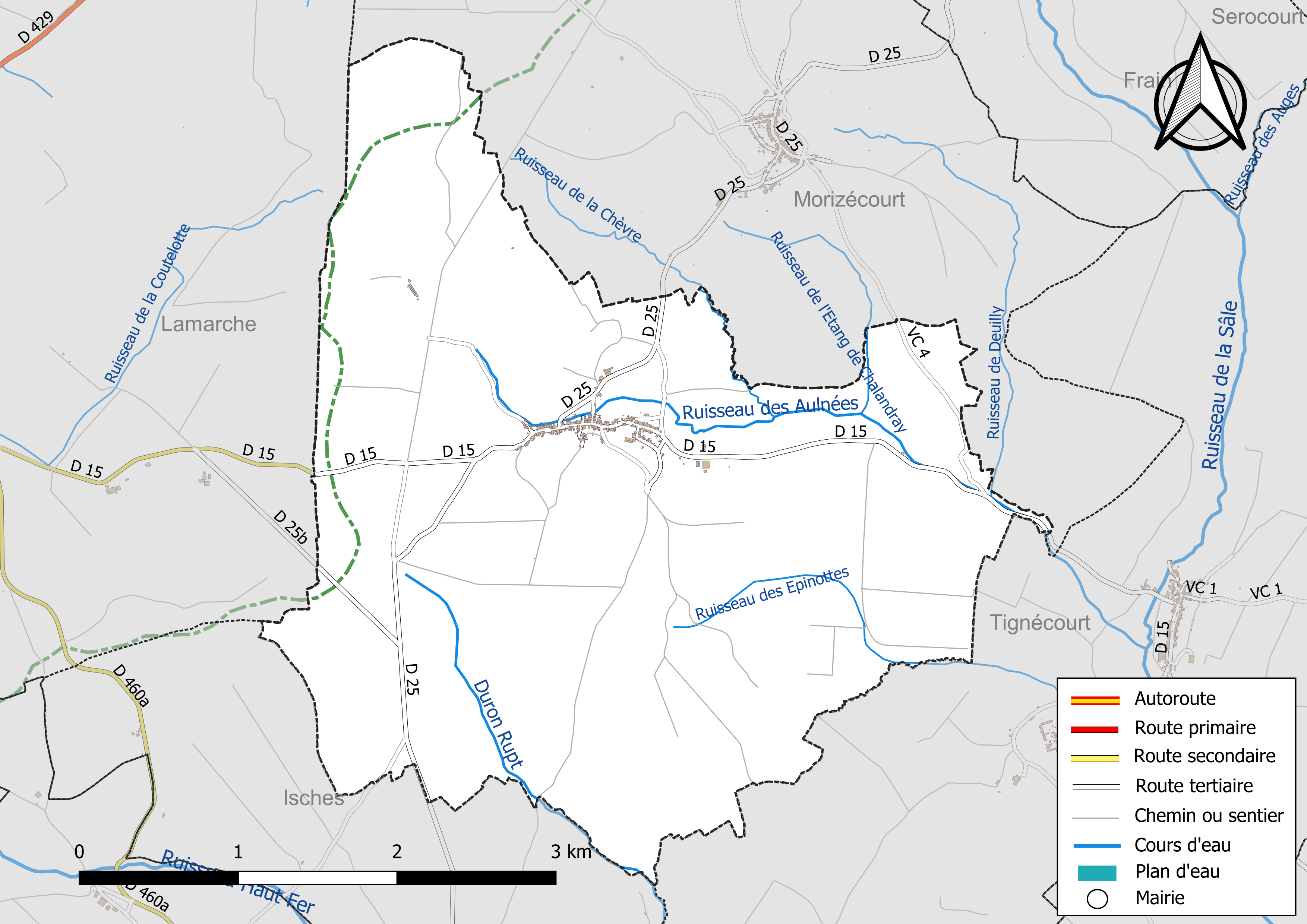
Réseaux hydrographique et routier de Serécourt.

### Climat
Pour des articles plus généraux, voir Climat du Grand Est et Climat des Vosges.
En 2010, le climat de la commune est de type climat de montagne, selon une étude du Centre national de la recherche scientifique s'appuyant sur une série de données couvrant la période 1971-2000. En 2020, Météo-France publie une typologie des climats de la France métropolitaine dans laquelle la commune est exposée à un climat océanique altéré et est dans la région climatique  Lorraine, plateau de Langres, Morvan, caractérisée par un hiver rude (1,5 °C), des vents modérés et des brouillards fréquents en automne et hiver. 
Pour la période 1971-2000, la température annuelle moyenne est de 9,8 °C, avec une amplitude thermique annuelle de 17,1 °C. Le cumul annuel moyen de précipitations est de 1 036 mm, avec 13,3 jours de précipitations en janvier et 9,5 jours en juillet. Pour la période 1991-2020, la température moyenne annuelle observée sur la station météorologique de Météo-France la plus proche, « Lignéville », sur la commune de Lignéville à 15 km à vol d'oiseau, est de 10,3 °C et le cumul annuel moyen de précipitations est de 856,3 mm. 
La température maximale relevée sur cette station est de 38,7 °C, atteinte le 25 juillet 2019 ; la température minimale est de −17,5 °C, atteinte le 20 décembre 2009,,. 
Les paramètres climatiques de la commune ont été estimés pour le milieu du siècle (2041-2070) selon différents scénarios d'émission de gaz à effet de serre à partir des nouvelles projections climatiques de référence DRIAS-2020. Ils sont consultables sur un site dédié publié par Météo-France en novembre 2022.

## Urbanisme

### Typologie
Au 1er janvier 2024, Serécourt est catégorisée commune rurale à habitat dispersé, selon la nouvelle grille communale de densité à sept niveaux définie par l'Insee en 2022.
Elle est située hors unité urbaine et hors attraction des villes,.

### Occupation des sols
L'occupation des sols de la commune, telle qu'elle ressort de la base de données européenne d’occupation biophysique des sols Corine Land Cover (CLC), est marquée par l'importance des territoires agricoles (69,8 % en 2018), en diminution par rapport à 1990 (73,3 %). La répartition détaillée en 2018 est la suivante : 
prairies (28,6 %), forêts (26,7 %), terres arables (25,9 %), zones agricoles hétérogènes (15,3 %), zones urbanisées (3,5 %). L'évolution de l’occupation des sols de la commune et de ses infrastructures peut être observée sur les différentes représentations cartographiques du territoire : la carte de Cassini (XVIIIe siècle), la carte d'état-major (1820-1866) et les cartes ou photos aériennes de l'IGN pour la période actuelle (1950 à aujourd'hui).

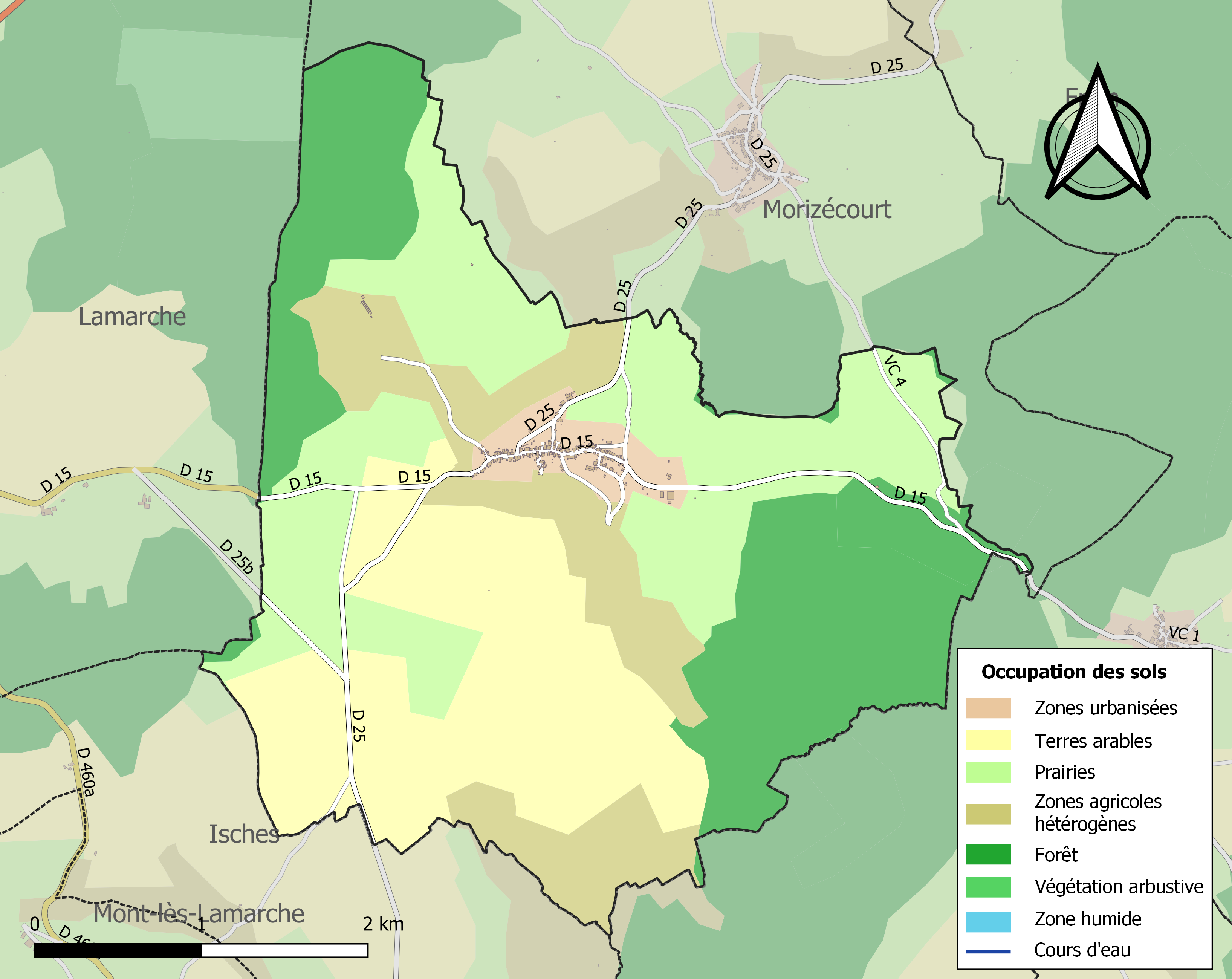
Carte des infrastructures et de l'occupation des sols de la commune en 2018 (CLC).

## Toponymie
Le nom de la localité est attesté sous les formes In Severicecurt (Xe siècle) ; Capella Sirei curtis (1044) ; Serecurt (1172) ; Cereicort (1285) ; Sereicourt (1309) ; Sirecuria (1402) ; Sirecourt (1490) ; Serecourt (1528) ; Sertecourt (1656) ; Serécourt, on prononce Srécourt (1753)	.

## Histoire
La région était fréquentée jadis car une voie romaine longeait le territoire communal par l'ouest.
Le château, au sud-est du village, est cité pour la première fois en 1124. Assiégé, pris et démantelé deux fois par le duc de Bar dans le courant du XIVe siècle, il ne fut définitivement détruit qu’au cours de la guerre de Trente Ans par les troupes du duc de Lorraine Charles IV afin de ne pas être occupé par les troupes franco-suédoises.

## Politique et administration
| Période                                  | Période                       | Identité                            | Étiquette | Qualité                                         |
| ---------------------------------------- | ----------------------------- | ----------------------------------- | --------- | ----------------------------------------------- |
| Les données manquantes sont à compléter. |                               |                                     |           |                                                 |
| 1791                                     | décembre 1792                 | Michel Thouvenin                    |           |                                                 |
| décembre 1792                            | décembre 1795                 | Étienne Bourcier                    |           |                                                 |
| décembre 1795                            | avril 1797                    | Jean Menestrel                      |           |                                                 |
| avril 1797                               | septembre 1797                | Jean-Baptiste-Ferdinand de Widrange |           |                                                 |
| septembre 1797                           | mai 1798                      | Nicolas Arnould                     |           |                                                 |
| mai 1798                                 | juin 1800                     | Michel Pothier                      |           |                                                 |
| juin 1800                                | mai 1805                      | Michel Ferdinand Pothier            |           |                                                 |
| mai 1805                                 | juin 1815                     | Jean-Baptiste-Ferdinand de Widrange |           |                                                 |
| juin 1815                                | octobre 1815                  | Michel Ferdinand Pothier            |           |                                                 |
| octobre 1815                             | août 1825                     | Jean-Baptiste-Ferdinand de Widrange |           |                                                 |
| août 1815                                | août 1815                     | Antoine Robin                       |           |                                                 |
| septembre 1830                           | décembre 1839                 | Michel Ferdinand Pothier            |           |                                                 |
| décembre 1839                            | septembre 1843                | François Bourcier                   |           |                                                 |
| septembre 1843                           | juin 1846                     | Dominique Menestrel                 |           |                                                 |
| juin 1846                                | août 1846                     | Louis Michel Chardin                |           | Adjoint, remplaçant provisoire                  |
| septembre 1846                           | octobre 1850                  | Paul Melchior Menestrel             |           |                                                 |
| août 1852                                | mai 1870                      | Paul Menestrel                      |           |                                                 |
| mai 1870                                 | mai 1886                      | Michel Chardin                      |           | Nommé officiellement maire le 24 septembre 1870 |
| mai 1886                                 | mai 1888                      | Charles Amand Clerc                 |           |                                                 |
| mai 1888                                 | mai 1900                      | Michel Chardin                      |           |                                                 |
| mai 1900                                 |                               | Arthur Richard                      |           |                                                 |
| novembre 1850                            | juillet 1852                  | Nicolas Tridon                      |           |                                                 |
| mars 1977                                | mars 1989                     | Paul Thouvenin (1922-2011)          |           |                                                 |
| 1989                                     | 2001                          | Gérard Didelot (1948-2019)          |           |                                                 |
| mars 2001                                | En cours (au 18 février 2015) | Jean-Claude Tridon                  | DVD       |                                                 |

## Équipements et services publics

### Eau et déchets
Le territoire communal est couvert par le schéma d'aménagement et de gestion des eaux (SAGE) « Nappe des Grès du Trias Inférieur ». Ce document de planification, dont le territoire comprend le périmètre de la zone de répartition des eaux de la nappe des Grès du trias inférieur (GTI), d'une superficie de 1 497 km2,  est en cours d'élaboration. L’objectif poursuivi est de stabiliser les niveaux piézométriques de la nappe des GTI et atteindre l'équilibre entre les prélèvements et la capacité de recharge de la nappe. Il doit être cohérent avec les objectifs de qualité définis dans les SDAGE Rhin-Meuse et Rhône-Méditerranée. La structure porteuse de l'élaboration et de la mise en œuvre est le conseil départemental des Vosges.
La qualité des cours d’eau peut être consultée sur un site dédié géré par les agences de l’eau et l’Agence française pour la biodiversité.

## Population et société

### Démographie
L'évolution du nombre d'habitants est connue à travers les recensements de la population effectués dans la commune depuis 1793. Pour les communes de moins de 10 000 habitants, une enquête de recensement portant sur toute la population est réalisée tous les cinq ans, les populations de référence des années intermédiaires étant quant à elles estimées par interpolation ou extrapolation. Pour la commune, le premier recensement exhaustif entrant dans le cadre du nouveau dispositif a été réalisé en 2006.

En 2022, la commune comptait 100 habitants, en stagnation par rapport à 2016 (Vosges : −2,96 %, France hors Mayotte : +2,11 %).
| 1793 | 1800 | 1806 | 1821 | 1831 | 1836 | 1841 | 1846 | 1856 |
| ---- | ---- | ---- | ---- | ---- | ---- | ---- | ---- | ---- |
| 640  | 621  | 675  | 665  | 779  | 768  | 764  | 749  | 678  |

| 1861 | 1866 | 1876 | 1881 | 1886 | 1891 | 1896 | 1901 | 1906 |
| ---- | ---- | ---- | ---- | ---- | ---- | ---- | ---- | ---- |
| 666  | 670  | 597  | 580  | 552  | 515  | 485  | 454  | 427  |

| 1911 | 1921 | 1926 | 1931 | 1936 | 1946 | 1954 | 1962 | 1968 |
| ---- | ---- | ---- | ---- | ---- | ---- | ---- | ---- | ---- |
| 400  | 363  | 327  | 290  | 293  | 267  | 222  | 211  | 197  |

| 1975 | 1982 | 1990 | 1999 | 2006 | 2011 | 2016 | 2021 | 2022 |
| ---- | ---- | ---- | ---- | ---- | ---- | ---- | ---- | ---- |
| 190  | 163  | 125  | 103  | 108  | 120  | 100  | 99   | 100  |

## Économie

### Entreprises et commerces

#### Agriculture
- Exploitations agricoles : élevage de vaches laitières.
- Exploitation de visons[21].

#### Commerces
- Commerces ambulants : boucher - boulanger[22].

## Culture locale et patrimoine

### Lieux et monuments

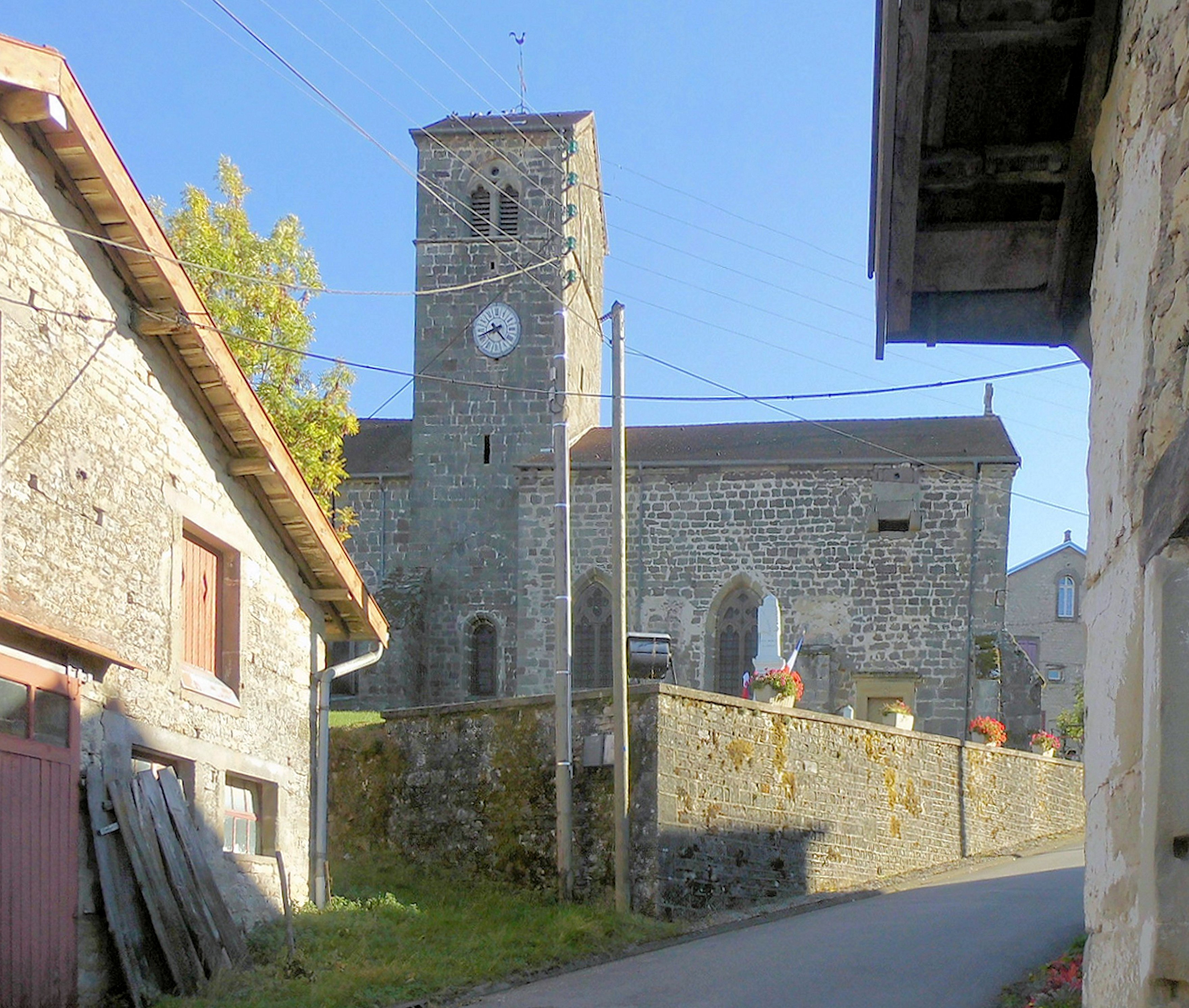
L'église Sainte-Pétronille-et-Saint-Mansuy.

- Du château en ruine, seules subsistent de belles caves voutées[23],[24]. On distingue encore une très grande basse-cour, protégée par une forte levée de terre, et des fossés secs, le tout précédant le château à proprement parler, lui-même protégé par un fossé taillé dans le roc.
- L'église Sainte-Pétronille-et-Saint-Mansuy[25] du XVIe siècle, construite à flanc de coteau, est fortifiée (donjon, beffroi, tour de guet, archères et bretèches) et inscrite au titre des monuments historiques par l'arrêté du 3 mars 1926[26].
- La maison Barthélémy[27], ferme sans doute construite au XVIe siècle d'après son architecture, est un cas unique du patrimoine rural selon l'enquête thématique régionale (architecture rurale de Lorraine : Vôge méridionale)[28]. Elle est inscrite au titre des monuments historiques par arrêté du 26 novembre 1993 et restaurée en 1995[29].
- Monument aux morts[30],[31].

### Personnalités liées à la commune
- Jean-Baptiste Ménestrel (1748-1794), né à Serécourt, chanoine du Chapitre de Remiremont. Déporté aux pontons de Rochefort sur le Washington. Le 1er octobre 1995, Jean-Paul II le  proclame bienheureux avec 63 autres déportés[32].
- Victor Menestrel, Ancien franc-tireur des Vosges[33].

### Héraldique, logotype et devise
| Blason | Blasonnement : Burelé d'or et de sable de huit pièces. Commentaires : ce sont les armes de la famille Deuilly, d'ancienne chevalerie, dont le château se trouvait sur la localité. Ce blason est à rapprocher de celui de Morizécourt. |

## Pour approfondir